# The Colour in Anything
The Colour in Anything je třetí studiové album anglického hudebníka Jamese Blakea. Vydáno bylo v květnu roku 2016 společností Polydor Records. Producentem všech písní byl Blake a na produkci některých se podíleli Rick Rubin a Justin Vernon. Album se původně mělo jmenovat Radio Silence. V hitparádě Billboard 200 se umístilo na 36. příčce.

## Seznam skladeb
1. „Radio Silence“ – 4:00
2. „Points“ – 3:31
3. „Love Me in Whatever Way“ – 5:03
4. „Timeless“ – 4:22
5. „F.O.R.E.V.E.R.“ – 2:40
6. „Put That Away and Talk to Me“ – 3:57
7. „I Hope My Life (1-800 Mix)“ – 5:40
8. „Waves Know Shores“ – 2:55
9. „My Willing Heart“ – 4:02
10. „Choose Me“ – 5:38
11. „I Need a Forest Fire“ – 4:17
12. „Noise Above Our Heads“ – 5:03
13. „The Colour in Anything“ – 3:33
14. „Two Men Down“ – 6:01
15. „Modern Soul“ – 5:32
16. „Always“ – 5:04
17. „Meet You in the Maze“ – 4:55